# Magdalena Eriksson
Magdalena Lilly Eriksson (soms als Ericsson geschreven) (Stockholm, 8 september 1993) is een Zweeds voetbalspeelster die sinds 2023 als verdediger actief is bij Bayern München in de Frauen Bundesliga.

## Carrière

### Clubs
Eriksson begon op jeugdige leeftijd te spelen bij Enskede IK in haar geboortestad Stockholm. In 2009 ging ze bij de jeugd van Hammarby IF DFF spelen waar ze in 2011 debuteerde in de eerste ploeg in de Damallsvenskan. In 2012 speelde ze een seizoen bij Djurgårdens IF en vertrok daarna naar Linköpings FC waar ze vier seizoenen speelde, landskampioen werd en tweemaal de Zweedse beker won.
In de zomer van 2017 tekende Eriksson een contract bij Chelsea LFC in de FA Women's Super League.
Op 1 juli 2023 tekende Eriksson haar contract bij Bayern München in de Frauen Bundesliga. In haar eerste seizoen bij Bayern wonnen ze de Frauen Bundesliga net als het team het voorgaande jaar had gedaan. Tijdens een Champions League wedstrijd tegen Ajax in december brak ze echter een middenvoetsbeentje in haar linkervoet waar een operatie voor nodig was, ze maakte haar terugkeer in maart 2024 in een wedstrijd tegen RB Leipzig.

### Nationaal elftal
Eriksson maakte deel uit van het Zweeds voetbalelftal onder 19 dat het Europees kampioenschap voetbal vrouwen onder 19 - 2012 in Turkije won.
Eriksson werd in 2013 door coach Pia Sundhage voor een eerste maal opgeroepen voor een trainingskamp van het Zweeds voetbalelftal. Op 8 februari 2014 debuteerde ze in een vriendschappelijke wedstrijd tegen Frankrijk die met 3–0 verloren werd.
In 2016 won Eriksson zilver met het nationaal elftal op de Olympische Zomerspelen 2016 in Rio de Janeiro. Op het Europees kampioenschap voetbal vrouwen 2017 in Nederland bereikte Zweden met Andersson de kwartfinales waar ze met 2–0 verloren van gastland Nederland dat uiteindelijk voor de eerste maal Europees kampioen werd. In maart 2018 won Zweden met Andersson de Algarve Cup (samen met Nederland) nadat de finale werd afgelast omdat het veld niet bespeelbaar was door de hevige regenval.

## Statistieken
| Seizoen | Club           | Land     | Competitie        | Wedstrijden | Doelpunten |
| ------- | -------------- | -------- | ----------------- | ----------- | ---------- |
| 2011    | Hammarby       | Zweden   | DAM               | 19          | 0          |
| 2011    | Ragsved        | Zweden   | ELI               | 8           | 0          |
| 2012    | Djurgården     | Zweden   | DAM               | 19          | 1          |
| 2013    | Linköping      | Zweden   | DAM               | 19          | 2          |
| 2014    | Linköping      | Zweden   | DAM               | 16          | 0          |
| 2015    | Linköping      | Zweden   | DAM               | 22          | 1          |
| 2016    | Linköping      | Zweden   | DAM               | 21          | 2          |
| 2017    | Linköping      | Zweden   | DAM               | 10          | 0          |
| 2017/18 | Chelsea LFC    | Engeland | WSL               | 15          | 2          |
| 2018/19 | Chelsea LFC    | Engeland | WSL               | 19          | 2          |
| 2019/20 | Chelsea LFC    | Engeland | WSL               | 14          | 1          |
| 2020/21 | Chelsea LFC    | Engeland | WSL               | 20          | 1          |
| 2021/22 | Chelsea LFC    | Engeland | WSL               | 16          | 1          |
| 2022/23 | Chelsea LFC    | Engeland | WSL               | 20          | 1          |
| 2023/24 | Bayern Munchen | Duitland | Frauen Bundesliga | 13          | 4          |
| Totaal  | Totaal         | Totaal   | Totaal            | 251         | 18         |

Laatste update: Juni 2024

## Erelijst
- 2016: Winnaar Zweeds landskampioenschap (Damallsvenskan)
- 2013/14, 2014/15: Winnaar Zweedse beker
- 2016: Zilveren medaille op de Olympische Zomerspelen 2016